# Santa Rita do Sapucaí (tiểu vùng)
Santa Rita do Sapucaí là một tiểu vùng thuộc bang Minas Gerais, Brasil. Tiều vùng này có diện tích 3291 km², dân số năm 2007 là 127946 người.